# فرودگاه بین‌المللی بروم
فرودگاه بین‌المللی بروم (به انگلیسی: Broome International Airport) یک فرودگاه همگانی با کد یاتا BME است . این فرودگاه در کشور استرالیا قرار دارد و در ارتفاع ۱۷ متری از سطح دریا واقع شده‌است.

## شرکت‌های هواپیمایی و مقصدهای پروازی
| شرکت‌های هواپیمایی                    | مقصدهای پروازی                                                                    | Status                                     |
| ------------------------------------ | --------------------------------------------------------------------------------- | ------------------------------------------ |
| ایرنورث                              | داروین، کونونورا                                                                  | All Year                                   |
| کانتاس                               | پرث فصلی: بریزبن، سیدنی، ملبورن, typically from April to September                | All Year to Perth Only - Seasonal          |
| کانتاس‌لینک اجرا توسط Cobham Aviation | پرث                                                                               | All Year                                   |
| اسکیپرس اوییشن                       | Fitzroy Crossing، هل کریک                                                         | All Year - Seasonal/Charter/Small Schedule |
| ویرجین استرالیا رجیونال ایرلاینز     | پرث                                                                               | All year                                   |
| ویرجین استرالیا رجیونال ایرلاینز     | پرث، Fitzroy Crossing، Kununurra، Halls Creek، داروین، پورت هدلند، استرالیای غربی | Ceased Operations - Purchased By Virgin    |